# Annie Louise Cary
Annie Louise Cary (Wayne (Maine), 22 d'octubre de 1842 – Norwalk (Connecticut), 3 d'abril de 1921) fou una contralt estatunidenca.
A Milà fou alumna de Giovanni Corsi, debutant amb gran èxit a Copenhaguen, més tard Pauline Viardot completà la seva educació musical a Baden-Baden, assolint des de llavors grans triomfs a Estocolm, París, Brussel·les i Londres. El 1870 cantà per primera vegada a la seva pàtria (Nova York) públic del qual en fou durant molts anys en fou l'artista preferida i on creà la part d'Amneris a Aïda, sent en opinió de molts crítics la millor intèrpret d'aquella particella, que fins llavors s'havia escoltat. Després va fer una campanya verdaderament triomfal per Rússia (1875-77).
Casada el 1882 amb M. Raymond, ret róse de l'escena, cantant únicament des de llavors en algunes festes de beneficència.